# Generator (Markow-Prozesse)
Der Erzeuger, Generator, infinitesimale Erzeuger oder infinitesimale Generator der Übergangshalbgruppe eines zeithomogenen Markow-Prozesses in stetiger Zeit ist ein Operator, welcher das stochastische Verhalten des Prozesses in infinitesimaler Zeit erfasst. Aufgrund der Markow-Eigenschaft und der zeitlichen Homogenität wird der Prozess unter bestimmten Voraussetzungen durch seinen infinitesimalen Erzeuger bestimmt bzw. generiert.

## Allgemeiner Fall (nach Breiman)
Gegeben sei ein zeithomogener Markow-Prozess {\displaystyle (M_{t})_{t\geq 0}} auf einem Zustandsraum {\displaystyle (E,{\mathfrak {E}})} mit Übergangshalbgruppe {\displaystyle (P^{t})_{t\geq 0}}, das heißt für alle {\displaystyle t\in \mathbb {R} _{\geq 0}} ist {\displaystyle P^{t}} der entsprechende Übergangskern.
Ferner sei {\displaystyle X} der Raum der beschränkten, borelmessbaren Funktionen {\displaystyle f\colon E\rightarrow \mathbb {R} },
dann kann jeder Übergangskern als Abbildung {\displaystyle P^{t}\colon X\to X} aufgefasst werden.
Der infinitesimale Erzeuger {\displaystyle A} des Prozesses ist der Operator mit Definitionsbereich
{\displaystyle {\mathcal {D}}(A):=\left\{f\in X\;\left|\;\forall x\in E{\text{ existiert }}\lim _{t\downarrow 0}{\frac {P^{t}f(x)-f(x)}{t}}\right.\right\}},
der für alle {\displaystyle f\in {\mathcal {D}}(A)} gegeben ist durch
{\displaystyle Af=\lim _{t\downarrow 0}{\frac {P^{t}f-f}{t}}}.
Ausführlich bedeutet das, dass für alle {\displaystyle x\in E} gilt
{\displaystyle Af(x)=\lim _{t\downarrow 0}{\frac {P^{t}f(x)-f(x)}{t}}=\lim _{t\downarrow 0}{\frac {\operatorname {E} _{x}[f(M_{t})]-f(x)}{t}}}
mit
{\displaystyle P^{t}f(x)=\int f(y)P^{t}(x,dy)=\int f(y)\operatorname {P} _{x}^{M_{t}}(dy)=\operatorname {E} _{x}[f(M_{t})]}.
Dabei bezeichnet {\displaystyle \operatorname {P} _{x}^{M_{t}}} die Verteilung von {\displaystyle M_{t}} und {\displaystyle \operatorname {E} _{x}} den Erwartungswert bedingt auf den Startwert {\displaystyle M_{0}=x\in E}.

## Spezialfall abzählbarer Zustandsraum
Sei {\displaystyle (M_{t})_{t\geq 0}} ein zeitlich homogener Markow-Prozess mit kontinuierlicher Zeit, diskretem Zustandsraum {\displaystyle E} und Übergangshalbgruppe {\displaystyle (P^{t})_{t\geq 0}} mit Übergangsmatrix {\displaystyle P^{t}:=(p_{ij}(t))_{(i,j)\in E^{2}}} für alle {\displaystyle t\geq 0}.

### Halbgruppe, Intensitätsmatrix, Q-Matrix
Die Übergangsfunktion bzw. Übergangsmatrizen {\displaystyle (P^{t})_{t\geq 0}} bilden wegen der Chapman-Kolmogorow-Gleichungen eine Halbgruppe. Sie können wie oben aufgefasst werden als Abbildungen {\displaystyle P^{t}\colon X\to X} wobei {\displaystyle X} den Raum der beschränkten, borelmessbaren Funktionen {\displaystyle f:E\rightarrow \mathbb {R} } bezeichnet.
{\displaystyle (P^{t})_{t\geq 0}} besitzt die Standard-Eigenschaft bzw. wird Standard-Übergangsfunktion genannt, wenn
{\displaystyle \lim _{t\downarrow 0}p_{ij}(t)=p_{ij}(0)\;\;\;\forall (i,j)\in E^{2}}
bzw. kurz
{\displaystyle \lim _{t\downarrow 0}P^{t}=I}
mit der Einheitsmatrix {\displaystyle I}.
Besitzt {\displaystyle (P^{t})_{t\geq 0}} die Standard-Eigenschaft, so gilt für alle {\displaystyle (i,j)\in E^{2}}:

Die Abbildungen {\displaystyle t\mapsto p_{ij}(t)} sind gleichmäßig stetig, für alle {\displaystyle t>0}
differenzierbar und besitzen im Punkt 0 die rechtsseitige Ableitung
{\displaystyle q_{ij}:=\lim _{t\downarrow 0}{\frac {p_{ij}(t)-p_{ij}(0)}{t}}\;\;\;\forall (i,j)\in E^{2}.}
Kurz geschrieben, definiert man dies durch
{\displaystyle Q:=\lim _{t\downarrow 0}{\frac {P^{t}-I}{t}}.}
{\displaystyle Q=(q_{ij})_{ij}} heißt Intensitätsmatrix oder einfach Q-Matrix.
Für alle {\displaystyle i\in E} gilt {\displaystyle q_{ii}\in [-\infty ,0]}, und für alle {\displaystyle i,j\in E} mit {\displaystyle i\neq j} gilt {\displaystyle q_{ij}\in [0,\infty [}.
Ein Zustand {\displaystyle i\in E} heißt stabil, wenn {\displaystyle q_{ii}>-\infty }, sonst augenblicklich.
Die Übergangsfunktion {\displaystyle (P^{t})_{t\geq 0}} heißt stabil, wenn alle Zustände stabil sind; in diesem Fall sind alle Einträge der zugehörigen Intensitätsmatrix endlich.
Ein Zustand {\displaystyle i\in E} heißt absorbierend, wenn {\displaystyle q_{ii}=0} gilt, was genau dann der Fall ist,
wenn {\displaystyle p_{ii}(t)=1} für alle {\displaystyle t\geq 0} gilt.
Die Matrix {\displaystyle Q} und der zugehörige Markov-Prozess werden als konservativ bezeichnet, wenn alle Zeilensummen von {\displaystyle Q} null sind; dies ist genau dann der Fall, wenn
{\displaystyle \sum _{i\neq j}q_{ij}=-q_{ii}<\infty } für alle {\displaystyle i\in E} gilt.
Ist {\displaystyle Q} konservativ, der Prozess stabil und divergiert die Folge der Sprungzeiten vor Erreichen eines absorbierenden Zustands fast sicher, so wird der Prozess als regulär bezeichnet.
Die Einträge {\displaystyle q_{ij}} lassen sich wie folgt interpretieren:
- Betrachtet man den zu {\displaystyle P_{t}} gehörigen Prozess, kann man mit Hilfe von {\displaystyle q_{ii}} die Verweilzeit in einem Zustand {\displaystyle i\in E} angeben. Diese ist exponentialverteilt mit Erwartungswert {\displaystyle -{\tfrac {1}{q_{ii}}}}, das heißt für {\displaystyle t,h>0,q_{ii}>-\infty } gilt  {\displaystyle P(X_{s}=i,\forall s\colon t<s<t+h\mid X_{t}=i)=e^{hq_{ii}}}. Ein absorbierender Zustand hat dann entsprechend eine unendliche Verweilzeit.
- Es gilt {\displaystyle \quad p_{ij}(h)=q_{ij}h+o(h)}, der Prozess ist also „lokal poisson“ und {\displaystyle q_{ij}} gibt für kleine {\displaystyle h>0} die Rate an, mit der Prozess aus {\displaystyle i} in den Zustand {\displaystyle j} springt ({\displaystyle i,j\in E,i\neq j}).

Über diese Interpretation ist es in der Praxis oft leichter, eine geeignete Q-Matrix aus den Modellannahmen herzuleiten, als {\displaystyle P_{t}} direkt anzugeben, zum Beispiel bei M/M/1/∞-Systemen.

### Gleichmäßig stetige Halbgruppe mit infinitesimalem Erzeuger
Ist die Übergangsfunktion {\displaystyle (P^{t})_{t\geq 0}} stabil, so ist sie eine gleichmäßig stetige Halbgruppe deren infinitesimaler Erzeuger {\displaystyle Q} ist.

Dann kann aus dem Verhalten in infinitesimaler Zeit {\displaystyle Q} das langfristige Verhalten zurückgewonnen werden:
{\displaystyle P(t)=e^{tQ}\quad {\text{für alle}}\quad t\geq 0},
wobei {\displaystyle e} das Matrixexponential bezeichnet. Dies ist zum Beispiel der Fall für endliche Zustandsräume. Die stationäre Verteilung {\displaystyle \pi } von {\displaystyle (P^{t})_{t\geq 0}} lässt sich dann als Lösung des folgenden Gleichungssystems
{\displaystyle \pi \cdot Q={\vec {0}}}
bestimmen, wobei {\displaystyle \pi } als Zeilenvektor aufgefasst wird.

## Generatoren von Feller-Prozessen
Feller-Prozesse sind Markow-Prozesse, bei denen die Übergangswahrscheinlichkeiten {\displaystyle P^{t}(x,A)} qua {\displaystyle (P^{t}f)(x):=\int P^{t}(x,dy)f(y)=\operatorname {E} _{x}f(M_{t})} einer stark stetigen Halbgruppe auf dem Raum {\displaystyle C_{0}(E)} der stetigen, im Unendlichen verschwindenden Funktionen entsprechen. In diesem Fall kann der Generator der entsprechenden Halbgruppe
{\displaystyle Af={\underset {t\downarrow 0}{\operatorname {s-lim} }}{\frac {P^{t}f-f}{t}}}
(definiert für alle {\displaystyle f\in C_{0}(E)} für die der Grenzwert bezüglich der Supremumsnorm existiert)
betrachtet und der Satz von Hille-Yosida angewendet werden.

## Dynkins charakteristischer Operator
Der charakteristische Operator ist eine probabilistische Entsprechung des analytischen Generators {\displaystyle A}, mit dem oft leichter zu arbeiten ist. Während in obiger Definition der Erwartungswert von {\displaystyle f(X_{t})} zu einem festen Zeitpunkt {\displaystyle t} gebildet wird (und anschließend {\displaystyle t} gegen 0 geht), wird hier der Erwartungswert von {\displaystyle f(X_{\tau })} an den unterschiedlichen (zufälligen) Zeitpunkten {\displaystyle \tau =\tau (B)} gebildet, zu denen der Prozess einen festgelegten räumlichen Bereich {\displaystyle B}, zum Beispiel eine Kugel {\displaystyle B_{\nu ,x}} um {\displaystyle x=X_{0}} mit Radius {\displaystyle \nu }, verlässt. Für nicht absorbierendes {\displaystyle x} setzt man
{\displaystyle (Uf)(x):=\lim _{\nu \to 0}{\frac {\operatorname {E} _{x}[f(X_{\tau (B_{\nu ,x})})]-f(x)}{\operatorname {E} _{x}[\tau (B_{\nu ,x})]}},}
für absorbierendes {\displaystyle x} setzt man {\displaystyle (Uf)(x)=0}. Für große Klasse von Feller-Prozessen gilt {\displaystyle Af=Uf} für stetige, im Unendlichen verschwindende Funktionen {\displaystyle f} aufgrund von Dynkins Maximum-Prinzip.
Die Definition und der genannte Zusammenhang gehen auf eine Arbeit von E. B. Dynkin aus dem Jahr 1955 zurück.